# セバシン酸ジブチル
セバシン酸ジブチル（Dibutyl sebacate、DBS）は、セバシン酸のジブチルエステルである。主な用途はプラスチックの可塑剤であり、酢酸酪酸セルロースや酢酸プロピオン酸セルロース、エチルセルロース、ポリビニルブチラール、ポリ塩化ビニル、ポリスチレン、あるいは多くの合成ゴム（特にニトリルゴムおよびクロロプレンゴム）またはその他のプラスチックに添加される。食品包装業界で使用されるプラスチックフィルムの他、医療機器や錠剤あるいはフィルムコート剤といった医薬品用途にも使用される。シェービングローションの潤滑剤の他、ノンアルコール飲料やアイスクリーム、キャンディ、焼き菓子などの香料として食品添加物の用途もある。さまざまなプラスチック材料に使用でき、低温で特性に優れ、耐油性も良好である。商品名としてはモーフレックス（Morflex）、コダフレックス（Kodaflex）、ポリサイザー（polycizer）、プロヴィプラスト1944（Proviplast 1944）、PX404などがある。この他、魚雷用推進剤のオットー燃料IIに減感剤として添加されている。